# RE-MAIN
『RE-MAIN』（リメイン）は、MAPPA制作による日本のオリジナルテレビアニメ。2021年7月から10月までテレビ朝日系列「NUMAnimation」枠ほかにて放送された。
山南高校の弱小水球部を舞台とした水球のストーリーが描かれる。原作・総監督・シリーズ構成は『TIGER & BUNNY』などに参加した西田征史が務める。

## あらすじ
清水みなとは中学3年生だった冬、とある出来事から水球をやめた。その後、高校に入学した時、一つの約束をきっかけとして、その場所で出会った仲間と共に水球を再び始めることを決めた。しかし、様々な困難が弱小水球部に待ち構えていた…。

## 登場人物

### 主要人物
清水 みなと（きよみず みなと）
声 - 上村祐翔
本作の主人公。事故で中学3年間の記憶を失い、水球から離れた元選手。そのため、精神年齢的には小学校6年生。中高一貫校に通っていたが、基準が厳しく内部進学出来なかった。入学した山南高校にて栄太郎と譲に水球部への入部を強いられることになった。家族構成は父の秀樹と母の多江子、妹の明日海とペットの亀吉。中学時代は記憶を失った状態の朗らかな性格とは違い、かなり傲慢な性格だった。第8話にて全ての記憶が戻った直後、自転車のスリップ事故により1年間の記憶を失い、二度目の記憶喪失となる。
岡 栄太郎（おか えいたろう）
声 - 西山宏太朗
みなとの中学時代における後輩。みなとの過去を知る人物。強いみなとに憧れを持っており、記憶を失って弱くなったみなとを見るのが辛くなり水球部を辞めようと考えていた。
城島 譲（じょうじま じょう）
声 - 木村昴
山南高校水球部のキャプテン。みなとを水球部に誘う。唯一の2年生だが、年齢的にはみなとと同い年。
網浜秀吾（あみはま しゅうご）
声 - 斉藤壮馬　少年期：田中誠人
中学時代は競泳選手だった。陸の弟。ストイックな性格で愛想も無いため、中学時代は「能面くん」と呼ばれていた。
江尻武一（えじり たけかず）
声 - 古川慎
中学時代は野球部に所属。城島キャプテンに武一が「ブー」と読めると言われブーと呼ばれる。野球部では万年ベンチ入りだったため、水球ではとにかく活躍したいと思っている。
猪俣ババヤロ豊（いのまた ババヤロ ゆたか）
声 - 畠中祐
ナイジェリア人のパティシエの父を持つ。その影響でお菓子作りが得意。ハーフであることと身体が大きいため、昔からスポーツに誘われて勝手に期待されてきたが、実際は典型的な運動音痴でそれを知られると勝手に落胆され辛い思いをしていた。みなとが期待されることが辛いと言った場に居合わせ、その気持ちがよく分かると思って水球部に入部した。
牛窓善晴（うしまど よしはる）
声 - 廣瀬大介
引っ込み思案な性格。中学時代は書道部だった。

### 六花学園
川窪ちぬ（かわくぼ ちぬ）
声 - Lynn
水球選手であり、有名であることからメディアでも取り上げられており、みなとの過去についても知っている。実は中学時代の傲慢なみなとを嫌っていた。
富山健（とやま たけし）
声 - 花江夏樹
六花学園（りっかがくえん）高校水球部の部員。
福井晃久（ふくい あきひさ）
声 - 高杉真宙（特別出演）
六花学園高校水球部のキャプテン。
石川則道（いしかわ のりみち）
声 - 松岡禎丞
六花学園高校水球部の副キャプテン。

### 曙学館
備前昭光（びぜん あきみつ）
声 - 緑川光
曙学館中等科・高等科水球部の監督。エースはエゴイストであるべきという信条を持ち、みなとの優しさを捨てさせた。現在のエースである百崎にもそうであれと教えている。
百崎陸（ももさき りく）
声 - 内田雄馬　少年期：櫻井優輝
みなとの中学時代のチームメイト。現在は曙学館（しょがくかん）高校水球部のエース。
垣花慶太（かきはな けいた）
声 - 八代拓
みなとの中学時代のチームメイト。
渡久地光輝（とぐち こうき）
声 - 宮里駿
みなとの中学時代のチームメイト。
一ノ瀬浩
声 - 入野自由
曙學館中等科時代のみなとの先輩。

### 清水家
清水明日海
声 - 遠藤璃菜
みなとの妹。
清水多江子
声 - 折笠富美子
みなとの母。
清水秀樹
声 - 加瀬康之
みなとの父。

### その他の登場人物
城島渡
声 - 関智一
譲の父。
佐々木和子
声 - 鈴樹志保
三田村修平
声 - 大水洋介
武藤洋介
声 - 祐仙勇
中野雅美
声 - 相川奈都姫
美琴
声 - 明坂聡美
横井亮
声 - 吉田健悟
長沼有紗
声 - 桜木可奈子
森谷志満子
声 - 山像かおり

## スタッフ
- 原作 - 西田征史[5]、バンダイナムコアーツ[5]、MAPPA[5]
- 総監督・シリーズ構成・脚本・音響監督 - 西田征史[5]
- 監督 - 松田清[5]
- キャラクター原案 - 付藤加青浬[5]
- キャラクターデザイン - 田中志穂[5]
- プロップデザイン - 横山なつき、早川加寿子、土屋亮介、原田竜弥（第5話）
- エフェクトアニメーション - 村松尚雄[5]
- 美術設定・美術監督 - 森川篤[5]
- 色彩設計 - 田辺香奈[5]
- 撮影監督 - 朴孝圭[5]
- 編集 - 定松剛[5]
- 音楽 - うたたね歌菜[5]
- 音楽プロデューサー - 川野勝広
- 音楽制作 - ランティス
- プロデューサー - 松井千夏、木村誠、村上弓、嵯峨隼人
- アニメーションプロデューサー - 大塚学
- 制作 - MAPPA[5]

## 主題歌
「Forget Me Not」
ENHYPENによるオープニングテーマ。作詞・作曲はbarbora、The Answer、Ryo Ito。
「壊れた世界の秒針は」
仲村宗悟によるエンディングテーマ。作詞・作曲も仲村が手がけ、村山☆潤が編曲を担当。

## 各話リスト

### シーズン1
| 話数   | サブタイトル               | 絵コンテ   | 演出            | 作画監督 | 総作画監督                                              | 初放送日      |
| ------ | -------------------------- | ---------- | --------------- | --- | ------------------------------------------------------- | ------------- |
| 第1話  | ごめんなさい、誰ですか     | 松田清     | 松田清 青島昴希 | 熊田明子 杉野信子 丸山翔子 金丸綾子 | 田中志穂                                                | 2021年 7月4日 |
| 第2話  | 僕は天才じゃない           | 宮繁之     | 青島昴希        | 岡崎洋美 西田美弥子 松原一之 戸沢東 早川加寿子 チェ ユンミ                                                                                        | 田中志穂 熊田明子                                       | 7月11日       |
| 第3話  | でもへんでくでせ           | 宮地☆昌幸  | 後藤康徳        | 真島ジロウ 早川加寿子 西田美弥子 山田俊太郎 大豆一郎 戸沢東 岡崎洋美 黄鳳 明光 龍光                                                               | 高原修司 田中志穂 熊田明子 金丸綾子                     | 7月25日       |
| 第4話  | なんかヤバいかも……         | 宮繁之     | 宇田鋼之介      | 金丸綾子 丸山翔子 早川加寿子 皆川愛香利 阿獰 松原一之 戸沢東 チェ ユンミ 龍光 明光                                                                | 田中志穂 熊田明子                                       | 8月1日        |
| 第5話  | いや怖いわ!!!              | 松田清     | 平向智子        | 杉野信子 桑原幹根 戸沢東 村長由紀 柳野龍男 高橋万帆 大豆一郎 龍光 明光                                                                            | 高原修司 金丸綾子 早川加寿子 真島ジロウ                 | 8月8日        |
| 第6話  | はい、こっち向いて         | 宮繁之     | 三好なお        | たむらかずひこ 袴田裕二 皆川愛香利 高橋万帆 鈴木春香 戸沢東 黄鳳 明光                                                                             | 田中志穂 熊田明子                                       | 8月15日       |
| 第7話  | 大安吉日                   | 山﨑みつえ | 山﨑みつえ      | 丸山翔子 松原一之 真島ジロウ 細田沙織 後藤有宏 袴田裕二 五月女妃苗 岡田豊広                                                                       | 高原修司 金丸綾子 桑原幹根 早川加寿子                   | 8月29日       |
| 第8話  | 誰なんだよ、こいつら       | 宮繁之     | 青島昴希        | 齊田博之 原修一 佐光幸恵 高乗陽子 高橋万帆 戸沢東 岡崎洋美 阿獰 袴田裕二 丸山翔子 大豆一郎 龍光 明光 毛応星                                       | 田中志穂 熊田明子                                       | 9月5日        |
| 第9話  | 俺はずっと俺なんだよ       | 関野関十   | 関野関十        | 齊田博之 原修一 杉野信子 矢島陽介 戸沢東 後藤有宏 西田美弥子 松原一之 高橋万帆 袴田裕二 鈴木春香 黄鳳                                             | 高原修司 金丸綾子 桑原幹根 早川加寿子 岡田豊広          | 9月12日       |
| 第10話 | 俺はこの勝ち方しか知らない | 宮繁之     | 山﨑香子        | 齊田博之 原修一 丸山翔子 戸沢東 たむらかずひこ 五月女妃苗 佐藤茜 袴田裕二 大豆一郎 毛応星 明光 龍光                                               | 田中志穂 熊田明子                                       | 9月19日       |
| 第11話 | 出せ!俺に出せ!             | 佐藤雅子   | 岡本泰知        | 齊田博之 原修一 袴田裕二 佐光幸恵 高橋万帆 西田美弥子 丸山翔子 松原一之 戸沢東 大豆一郎 柳野龍男 岡田豊広 黄鳳 龍光 明光 毛応星                   | 高原修司 金丸綾子 桑原幹根 早川加寿子 田中志穂 熊田明子 | 9月26日       |
| 第12話 | さぁ、始めようぜ           | 佐藤雅子   | 松田清          | 齊田博之 原修一 桑原幹根 佐光幸恵 王維慶 杉野信子 丸山翔子 松原一之 袴田裕二 高橋万帆 西田美弥子 戸沢東 大豆一郎 柳野龍男 岡田豊広 黄鳳 龍光 明光 | 田中志穂 熊田明子 金丸綾子 高原修司 早川加寿子          | 10月3日       |

## 放送局
| 放送期間               | 放送時間                     | 放送局                                | 対象地域 | 備考                          |
| ---------------------- | ---------------------------- | ------------------------------------- | -------- | ----------------------------- |
| 2021年7月4日 - 10月3日 | 日曜 1:30 - 2:00（土曜深夜） | テレビ朝日（製作参加）ほか 系列全24局 | 日本国内 | 字幕放送 / 『NUMAnimation』枠 |
|                        | 日曜 22:30 - 23:00           | テレ朝チャンネル1                     | 日本全域 | CS放送 / リピート放送あり     |

| 配信開始日    | 配信時間                     | 配信サイト |
| ------------- | ---------------------------- | --- |
| 2021年7月5日  | 月曜 12:00 更新              | dアニメストア U-NEXT Amazon Prime Video GYAO!ストア TSUTAYA TV DMM.com ニコニコチャンネル ひかりTV HAPPY!動画 バンダイチャンネル ビデオマーケット music.jp Rakuten TV |
| 2021年7月8日  | 木曜 12:00 更新              | ABEMA アニメ放題 Hulu |
| 2021年7月10日 | 土曜 21:30 - 22:00           | ニコニコ生放送 |
| 2021年7月11日 | 日曜 1:00 - 1:30（土曜深夜） | GYAO! |

## BD / DVD
| 巻 | 発売日         | 収録話         | 規格品番  | 規格品番  |
| 巻 | 発売日         | 収録話         | BD        | DVD       |
| -- | -------------- | -------------- | --------- | --------- |
| 1  | 2021年10月27日 | 第1話 - 第4話  | BCXA-1654 | BCBA-5088 |
| 2  | 2021年11月26日 | 第5話 - 第8話  | BCXA-1655 | BCBA-5089 |
| 3  | 2021年12月24日 | 第9話 - 第12話 | BCXA-1656 | BCBA-5090 |